# Oxothiolane
Die Oxothiolane bilden eine Stoffgruppe mit drei Vertretern, die sich von Thiolan ableiten. Die Struktur besteht aus einem Fünfring mit einem Schwefelatom im Ring, wobei der Ring jeweils an genau einer Position oxidiert ist. Die drei Vertreter unterscheiden sich insofern wesentlich voneinander, dass durch die Position der Oxidation jeweils verschiedene funktionelle Gruppen vorliegen. 1-Oxothiolan ist zum Beispiel ein Sulfin, 2-Oxothiolan (Trivialname: Butyrothiolacton) ein Thiolacton und 3-Oxothiolan quasi ein gewöhnliches Keton. Isomere zueinander sind hierbei nur 2- und 3-Oxothiolan, weil dem 1-Oxothiolan eine um 2 Wasserstoffatome reichere Summenformel zukommt. Insbesondere die letztgenannten 2- und 3-Oxo-Derivate haben zudem einen unangenehmen Geruch.
| keine GHS-Piktogramme |

| Gefahrensymbol |

| Gefahrensymbol |

## Vorkommen
2-Oxothiolan kommt in gerösteten Kaffeebohnen vor. Der Gehalt des 2-Oxothiolans steigt mit dem Röstgrad an. Wie genau die Verbindung beim Rösten entsteht ist noch nicht eindeutig geklärt. Der Abbau von Chlorogensäure und von Sucrose ist mit dem Entstehen des 2-Oxothiolans während der Röstung korreliert. Bisher konnte aber kein Kausalzusammenhang zwischen diesen Prozessen bewiesen werden. Man geht davon aus, dass das 2-Oxothiolan in gebrautem Kaffee eine wichtige Geschmackskomponente darstellt.

## Darstellung

### 1-Oxothiolan
Erstmals 1955 von Runge et al. synthetisiert aus Tetrahydrothiophen durch vorangehende Bromierung mit elementarem Brom in einer gekühlten Chloroform-Lösung und anschließender basischer Hydrolyse des gebildeten S,S-Dibromtetrahydrothiophen zum Produkt.

### 2-Oxothiolan
Eine klassische Laborsynthese von 2-Oxothiolan wurde 1997 von Bhar und Chandrasekaran veröffentlicht. Die Autoren verwandten hier als Schwefel-Transfer-Reagenz Benzyltriethylammoniumtetrathiomolybdat. Dieses reagiert mit 4-Brombutyrylchlorid oder auch 4-Iodbutyrylchlorid zum Produkt.

### 3-Oxothiolan
P. Karrer und H. Schmid synthetisierten 1944 3-Oxothiolan durch Dieckmann-Kondensation von Ethyl-3-((2-ethoxy-2-oxoethyl)sulfanyl)propanoat mit anschließender Ketonspaltung (Verseifung und Decarboxylierung). Dabei konnten sie zeigen, dass das Dieckmann-Zwischenprodukt eine Isomerenmischung aus 3-Oxothiolan-2-carbonsäureethylester und 3-Oxothiolan-4-carbonsäureethylester ist, was dadurch begründet ist, dass das Dieckmann-Edukt unsymmetrisch ist.

## Eigenschaften
Gemäß Untersuchungen von Edmund Schjånberg 1942 liegt 2-Oxothiolan in wässriger Lösung im Gleichgewicht mit der offenkettigen Form des Thiolactons, der 4-Mercaptobuttersäure, vor. Dieses Gleichgewicht alleine taugt zwar kaum für eine Synthese von 2-Oxothiolan aus der Mercaptosäure, stellte aber die erste Erwähnung des 2-Oxothiolans in der Literatur dar. Mit Nukleophilen wie z. B. Alkoholen reagiert 2-Oxothiolan unter Ringöffnung, was insbesondere in der Polymerchemie Anwendung findet. Es lassen sich auf diesem Wege je nach Art des Einsatzes von 2-Oxothiolan entweder Telechele oder Thiomere bilden, wobei jeweils 4-Mercaptobutyrylgruppen an den nucleophilen Gruppen des Polymers angebracht sind.

## Sicherheitshinweise
1-Oxothiolan hat einen Flammpunkt von 112 °C, 2-Oxothiolan 86 °C und 3-Oxothiolan 78 °C.